# Miroslav Đukić
Miroslav Đukić (cyryl. Мирослав Ђукић, wym. [mǐɾɔs̪ɫaʋ d͡ʑûkit͡ɕ]; ur. 19 lutego 1966 w Šabacu) – serbski trener piłkarski, piłkarz grający na pozycji środkowego obrońcy.

## Kariera klubowa
Karierę piłkarską Đukić rozpoczął w rodzinnym mieście Šabac, w tamtejszym drugoligowym klubie FK Mačva Šabac. W 1986 roku zadebiutował w jego barwach w lidze i grał tam przez dwa lata. W 1988 roku został piłkarzem pierwszoligowego Radu Belgrad. Przez dwa lata gry nie odniósł większych sukcesów z tym klubem, a w 1990 roku opuścił Jugosławię.
Nowym klubem w karierze Đukicia zostało hiszpańskie Deportivo La Coruña. W sezonie 1990/1991 występował z nim w Segunda División, ale już rok później awansował z nim do pierwszej ligi hiszpańskiej. W Primera División po raz pierwszy wystąpił 31 sierpnia w przegranym 1:2 wyjazdowym meczu z Valencią CF. W 1992 roku utrzymał się w lidze z „Depor”, a w 1993 zajął wysokie 3. miejsce w tabeli. W sezonie 1993/1994 był bliski zdobycia mistrzostwa Hiszpanii, jednak zespół z La Coruñi zremisował w ostatniej kolejce z Valencią i stracił pewny triumf na rzecz Barcelony. W 90. minucie tamtego meczu Deportivo otrzymało rzut karny, jednak Miroslav nie zdołał pokonać bramkarza Valencii. Rok później Serb wraz z partnerami znów został wicemistrzem Hiszpanii, a także zdobył dwa trofea: Puchar Hiszpanii oraz Superpuchar Hiszpanii. Natomiast w 1997 roku zajął 3. miejsce w La Liga. W Deportivo rozegrał 212 ligowych meczów, w których zdobył 7 goli.
Latem 1997 Đukić ponownie zmienił barwy klubowe i odszedł do Valencii. W niej zadebiutował 31 sierpnia w przegranym 1:2 spotkaniu z RCD Mallorca. W Valencii podobnie jak w Deportivo był podstawowym zawodnikiem, a swój pierwszy sukces z nowym zespołem osiągnął w sezonie 1998/1999, kiedy zdobył Copa del Rey. Latem sięgnął po Superpuchar Hiszpanii, a w 2000 roku zajął 3. pozycję w La Liga. W sezonie 2001/2002 wywalczył swój pierwszy i jedyny w karierze tytuł mistrza Hiszpanii, ale spełniał rolę głównie rezerwowego dla Argentyńczyków Mauricio Pellegrino i Roberta Ayali. Sezon 2002/2003 był jego ostatnim w barwach klubu z Walencji. Rozegrał dla niego łącznie 156 ligowych spotkań, w których zaliczył 4 gole.
W sezonie 2003/2004 Miroslav wystąpił w 27 spotkaniach drugoligowca CD Tenerife. Po sezonie zdecydował się zakończyć piłkarską karierę. Liczył sobie wówczas 38 lat.
| Sezon   | Klub                | Kraj       | Rozgrywki        | Mecze | Bramki |
| ------- | ------------------- | ---------- | ---------------- | ----- | ------ |
| 1986/87 | Mačva Šabac         | Jugosławia | Druga liga       | 25    | —      |
| 1987/88 | Mačva Šabac         | Jugosławia | Druga liga       | 28    | 1      |
| 1988/89 | FK Rad              | Jugosławia | Prva liga        | 10    | —      |
| 1989/90 | FK Rad              | Jugosławia | Prva liga        | 29    | 1      |
| 1990/91 | Deportivo La Coruña | Hiszpania  | Segunda División | 35    | —      |
| 1991/92 | Deportivo La Coruña | Hiszpania  | Primera División | 38    | 3      |
| 1992/93 | Deportivo La Coruña | Hiszpania  | Primera División | 38    | 1      |
| 1993/94 | Deportivo La Coruña | Hiszpania  | Primera División | 36    | 1      |
| 1994/95 | Deportivo La Coruña | Hiszpania  | Primera División | 36    | 2      |
| 1995/96 | Deportivo La Coruña | Hiszpania  | Primera División | 35    | —      |
| 1996/97 | Deportivo La Coruña | Hiszpania  | Primera División | 29    | —      |
| 1997/98 | Valencia CF         | Hiszpania  | Primera División | 33    | 3      |
| 1998/99 | Valencia CF         | Hiszpania  | Primera División | 33    | 1      |
| 1999/00 | Valencia CF         | Hiszpania  | Primera División | 33    | —      |
| 2000/01 | Valencia CF         | Hiszpania  | Primera División | 34    | —      |
| 2001/02 | Valencia CF         | Hiszpania  | Primera División | 16    | —      |
| 2002/03 | Valencia CF         | Hiszpania  | Primera División | 8     | —      |
| 2003/04 | CD Tenerife         | Hiszpania  | Segunda División | 27    | —      |

## Kariera reprezentacyjna
W reprezentacji Jugosławii Đukić zadebiutował 27 lutego 1991 roku w zremisowanym 1:1 towarzyskim spotkaniu z Turcją. W 1998 roku został powołany przez Slobodana Santrača do kadry na Mistrzostwa Świata we Francji. Tam był rezerwowym i nie wystąpił w żadnym spotkaniu, ale na Euro 2000 był już podstawowym zawodnikiem „Plavich”. Zagrał we wszystkich czterech meczach Jugosłowian: zremisowanym 3:3 ze Słowenią, wygranym 1:0 z Norwegią oraz przegranych 3:4 z Hiszpanią i 1:6 w ćwierćfinale z Holandią. Ostatni mecz w drużynie narodowej rozegrał w 2001 roku przeciwko Słowenii (1:1), a łącznie wystąpił w niej 48 razy i zdobył 2 bramki.

## Kariera trenerska
Po zakończeniu kariery piłkarskiej Đukić został trenerem. Licencję trenerską zdobył w Hiszpanii, a pierwszą pracą, którą podjął było samodzielne prowadzenie od 2006 roku reprezentacji Serbii U-21. W 2007 roku awansował z nią do Mistrzostw Europy U-21 2007. W tym samym roku porzucił pracę z kadrą i wybrał posadę trenera Partizana, w którym pracował niecały rok. 19 grudnia 2007 zdecydował się nie przedłużać kontraktu z tą drużyną, 25 grudnia został mianowany selekcjonerem pierwszej reprezentacji Serbii, w której zastąpił Hiszpana Javiera Clemente. Prowadził również olimpijską kadrę Serbii na Letnich Igrzyskach Olimpijskich w 2008 roku jednak po porażkach został 19 sierpnia 2008 zwolniony. W 2009 roku był trenerem zespołu Excelsior Mouscron. W 2011 roku najpierw został zatrudniony w Hérculesie, a następnie w Realu Valladolid. 4 czerwca 2013 został zaprezentowany jako szkoleniowiec Valencii, zastąpił na tym stanowisku odchodzącego Ernesto Valverde. 16 grudnia 2013 został zwolniony z funkcji trenera Valencii.